# Eremophila mitchellii
Espèce
Classification APG III (2009)
Eremophila mitchellii est une espèce de plantes classiquement placée dans la famille des Myoporaceae. Elle est originaire d'Australie.
Il se présente sous forme d'un buisson multibranches pouvant atteindre 12 mètres de hauteur. Les feuilles sont pubescentes, linéaires ou linéaires-oblancéolées mesurant jusqu'à 6 cm de long sur 3 à 7 mm de large. Il donne des fleurs blanches au printemps, quelquefois à l'automne.

## Taxonomie
La première description de l'espèce a été publiée par George Bentham en 1859 qui lui a donné son nom d'espèce en l'honneur de l'explorateur Thomas Mitchell.

## Distribution
On le trouve dans le Queensland et en Nouvelle-Galles du Sud.